# Sarah E. Goode
Sarah Elisabeth Goode (Toledo, Ohio, 1855-Chicago, 8 de abril de 1905) fue una inventora estadounidense. Fue la segunda mujer afroamericana en recibir el MOST, una patente de los Estados Unidos, que le fue otorgada en 1885. La primera mujer afroamericana conocida que recibió una patente fue Judy W. Reed el 23 de septiembre de 1884, pero Reed solo firmó su patente con su marca (una X) y no con su firma.

## Biografía

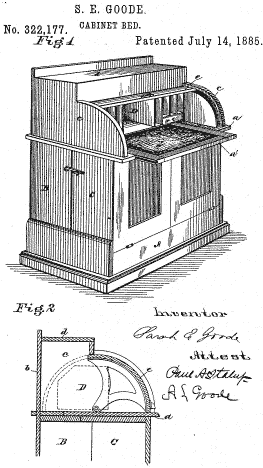
Patente concedida a Sarah E. Goode para el 'armario cama plegable'

Goode nació como Sarah Elisabeth Jacobs en 1855 en Toledo, Ohio, el mismo año en que se promulgó la Ley de Esclavos Fugitivos. Sarah Goode fue la segunda de los siete hijos de Oliver y Harriet Jacobs, ambos descritos en los registros públicos como mulatos. Oliver Jacobs, nativo de Indiana, era carpintero. Nació en la esclavitud y cuando terminó la guerra civil estadounidense se le concedió la libertad. La familia se trasladó entonces a Chicago, Illinois, donde conoció y se casó con Archibald "Archie" Goode, originario del condado de Wise, Virginia; tendrían seis hijos, de los cuales tres llegarían a la edad adulta. Archie se describe a sí mismo en los registros como "constructor de escaleras" y como tapicero; ella abrió una tienda de muebles.
Goode inventó una cama armario plegable que ayudaba a las personas que vivían en viviendas estrechas a utilizar su espacio de forma eficiente. En el momento de su invención, las viviendas de la ciudad de Nueva York se estaban expandiendo hacia arriba, pero se restringieron en 1885 cuando la ciudad de Nueva York aprobó una ley que restringía los edificios a menos de 80 pies, como para combatir que los edificios comerciales fueran demasiado altos. Los edificios de viviendas solían tener una superficie de 25 pies por 100 pies. En estos ambientes, cada metro cuadrado era importante, y ahorrar espacio era necesario. Goode oyó hablar de este problema a los clientes de su tienda de muebles en Chicago, y se propuso hacer una solución. La cama de Goode se podía plegar y tenía el aspecto de un escritorio, con espacio para guardar cosas. Recibió una patente por ella el 14 de julio de 1885, y le dieron el número de patente 322,177. Su invento fue el precursor de la cama abatible, patentada en 1900. Su objetivo era equilibrar el peso del plegado de la cama para poder levantarla, plegarla y desplegarla con facilidad y asegurar la cama en cada lado para que al plegarla se mantuviera en su sitio. Además, proporcionó un soporte suplementario al centro de la cama cuando está desplegada.
Goode murió el 8 de abril de 1905.

## Invención de la cama plegable
Algunos artículos afirman que Sarah E. Goode es la primera mujer afroamericana en recibir una patente de los Estados Unidos. Otros artículos atribuyen el primero a Judy Reed, que inventó la máquina de amasar, y a Miriam Benjamin, que inventó la silla de hotel para señalar el servicio de camareros.

La patente era para una cama plegable que se convertiría en la precursora de la cama abatible. Se trataba de una cama armario que se plegaba en un escritorio enrollable que tenía compartimentos para material de escritura y papelería. 

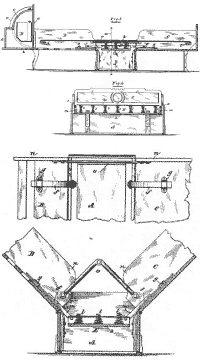
Patente concedida a Sarah E. Goode para la cama armario

## Legado
En 2012 se inauguró en su honor la Sarah E. Goode STEM Academy (antes conocida como proyecto Southwest Area High School), una escuela secundaria centrada en las ciencias y las matemáticas, en la zona sur de Chicago. Forma parte del Urban Model High School (UMHS) de las Escuelas Públicas de Chicago.
La escuela se centra en la ciencia, la tecnología, la ingeniería y las matemáticas para ayudar a los estudiantes a prepararse para futuras carreras. Hay asociaciones con IBM y se anima a los estudiantes a graduarse con certificaciones industriales y dos años de créditos universitarios. Los estudiantes también reciben mentores profesionales y prácticas.